# 安瓦爾·扎卡里亞奧盧·葉芬季耶夫
安瓦爾·扎卡里亞奧盧·葉芬季耶夫（1965年11月18日—）是一名阿塞拜疆軍官，擔任阿塞拜疆武裝部隊中將。他是阿塞拜疆陸軍司令和阿塞拜疆國防部副部長。他參加了2020年納戈爾諾-卡拉巴赫戰爭。

## 早年生活
安瓦爾·扎卡里亞奧盧·葉芬季耶夫於1965年11月18日出生於當時屬於蘇聯一部分的阿塞拜疆蘇維埃社會主義共和國卡希區的卡什卡恰伊村。1983年之前，他在卡什卡恰伊村中學學習。同年，進入巴庫高等聯合兵種指揮學校。

## 兵役
1987年，在成功完成軍事教育後，他被任命為蘇聯陸軍基輔軍區排長。期間，他於1988年前往切爾諾貝利三個月，參與切爾諾貝利災難後的復原工作。1989年至1992年任駐蒙古人民共和國蘇聯軍隊師長、營副參謀長。自1992年阿塞拜疆共和國恢復獨立以來，他一直在阿塞拜疆軍隊服役。
從在阿塞拜疆陸軍服役開始，他就以阿格達姆團團長的身份直接參與了第一次納戈爾諾-卡拉巴赫戰爭。1999年畢業於戰爭學院，2000年畢業於土耳其軍事學院。2005年至2008年，擔任阿塞拜疆武裝部隊訓練與教育中心副主任，2013年至2015年，擔任阿塞拜疆武裝部隊營長，阿塞拜疆高等軍事學校及巴爾達軍團參謀長。2016年6月現代武裝力量成立25週年之際，被授予少將軍銜。2015年至2020年6月，擔任國防部作戰訓練司司長。

## 卡拉巴赫戰爭與軍隊
第二次納戈爾諾-卡拉巴赫戰爭爆發後，他作為第六（預備役）軍團團長參加了戰鬥。根據伊利哈姆·阿利耶夫總統於2021年7月23日頒布的法令，安瓦爾·扎卡里亞奧盧·葉芬季耶夫少將被任命為阿塞拜疆武裝部隊地面部隊首任司令。同年11月，他成為中將。